# 赤杨叶
赤杨叶（学名：Alniphyllum fortunei）为安息香科赤杨叶属下的一个种。分布于印度、老挝、缅甸、越南，以及中国的安徽、福建、广东、广西、贵州、海南、湖北、湖南、江苏、江西、四川、云南、西藏和浙江。
种名 fortunei 以英国植物学家Robert fortune（1813-1880）的名字命名。